# Distrito de Maranura
El distrito de Maranura es uno de los quince que conforman la provincia de La Convención, ubicada en el departamento del Cuzco, en el Sur del Perú.
Desde el punto de vista jerárquico de la Iglesia católica forma parte de la Vicariato Apostólico de Puerto Maldonado

## Historia
El distrito fue creado mediante Ley N° 13620 del 15 de marzo de 1961 durante el segundo gobierno del Presidente Manuel Prado Ugarteche.

## Geografía
Maranura se encuentra ubicado en el centro Sur de la provincia de La Convención. Su capital, el poblado de Maranura se encuentra a 1 110 m s. n. m.

## Autoridades

### Municipales
- 2023-2026
  - Alcalde: Ing. Benjamin Segundo Pinto  (Juntos por el Perú).
  - Regidores: Sr. Policarpo Aguirre Palomino (Teniente Alcalde), Abog. Roxana Gonzales Alagón (Segundo Regidor), Sr. Wilson Kevin Temoche Gamarra (Tercer Regidor), Prof. Saturnina Luna Mamani (Cuarto Regidor), Lic. Deysi Milena Aspajo Calvo (Regidora)
- 2019-2022
  - Alcalde: Herbert Sotelo Díaz  (El Frente Amplio Por Justicia, Vida y Libertad)
  - Regidores: Elena Calliñaupa Layme (El Frente Amplio), Nilton Juárez Torres (El Frente Amplio), Wuilber Laime Gonzales (El Frente Amplio), Clemente Paucar Ortiz De Orue (El Frente Amplio), Ruben Abarca Paredes (Fuerza Inka Amazónica)
- 2015-2018[3]
  - Alcalde: Wilman Caviedes Choque , del Movimiento Regional Acuerdo Popular Unificado (APU). Quien ahora (2019) es investigado por los presuntos delitos de peculado doloso agravado y colusión
  - Regidores: Lucrecia Madera Torres (APU), Julio César Paliza (APU), Carlos Marocho Poblete (APU), Juan Apolinar Pedraza Gamarra (APU), Víctor Salas Gibaja (Fuerza Inka Amazónica).
- 2011-2014 
  - Alcalde: Francisco Mascavilleca Álvarez, del Partido Democrático Somos Perú (SP).
  - Regidores: Sergio Tapia Caballero (SP), Clara Huamán Castilla (SP), Fredy Alagón Ricalde (SP), Obdulia Palma Ttito (SP), Efraín Yabar Becerra (Acuerdo Popular Unificado).
- 2007-2010 
  - Alcalde: Manuel Jesús Gamarra Boza.
  - Victor Gil Gonzales,Jeronimo Soria Mormontoy,Juana Vilca, Ebert Yucra Quispe

### Policiales
- Comisaría
  - Comisario: 2018 ALFZ PNP GONGORA DAVILA DERLY

### Religiosas
- Vicariato apostólico de Puerto Maldonado
  - Vicario apostólico:  David Martínez de Aguirre Guinea, O.P. (2014 - )
- Parroquia
  - Párroco: Pbro. .

## Festividades
La festividad religiosa más importante es la del Señor de Exaltación de Chinche.
- Cruz Velacuy 3 de mayo
- Virgen del Carmen 16 de julio
- Virgen de la Asunción 15 de agosto
- Señor de Exaltación de Chinche 14 de septiembre
- Aniversario del Distrito 15 de noviembre